# Флениган, Джо
Джо Флениган (англ. Joe Flanigan, р. 5 января 1967) — американский актёр, известен своей ролью майора/подполковника Джона Шеппарда в научно-фантастическом сериале «Звёздные врата: Атлантида».

## Биография
Джо Флениган родился в Лос-Анджелесе 5 января 1967 года. В возрасте шести лет он с родителями переезжает на ранчо неподалёку от Рино (Невада). Его родители, Джон и Нэнси Флениган, и сейчас живут там. До четырнадцати лет он учился в школе-интернате в Охай (Калифорния). Здесь Джо сыграл Стэнли Ковальского в школьной постановке "Трамвая «Желание» Теннеси Уильямса. Обучаясь в Колорадском университете, он получил степень по истории, и по программе обмена ездил на год в Париж.
После окончания колледжа Флениган успел перепробовать множество профессий — от банковского дела до политики. Но нигде не чувствовал себя комфортно. После того как его уволили из журнала «Интервью», он стал безработным и переехал в Нью-Йорк. Его сосед, актёр, убедил Джо попробовать себя в этой области. Актёрскому мастерству он обучался в нью-йоркском окружном театре.
Поначалу он работал на радио. В 1994 году он впервые снимается в мини-сериале на NBC «Семейный альбом Даниэлы Стил». Он постоянно появляется в «Сестрах» и «Первом понедельнике».

## Карьера
Фленигана приглашали играть в отдельных эпизодах в сериалах «Мерфи Браун», «Хищные птицы», «Справедливая Эми», «CSI: Майами», в нескольких сериях в «Купидоне», «Ручье Доусона», «Провиденсе» и «Профиле убийцы». Играл ведущие роли также в телевизионных фильмах:
- «Не надо тайн» (1997)
- «Другая сестра» (1999).
- Дебют на большом экране — в фильме «Повод для доверия» (1995).

Снимался в сериале «Звёздные врата: Атлантида», где играл майора (впоследствии повышенного до подполковника) Джона Шеппарда.
Джо написал сценарий для эпизода «Крещение» (эпизод 212) в этом сериале.

## Личная жизнь
Джо Флениган ненавидит морские путешествия, его самый большой ночной кошмар — оказаться одному в лодке. Обожает ездить на лыжах, предпочитает активный отдых — альпинизм, серфинг, прогулки на горном велосипеде и верхом.
Жена — Кэтрин, художница. На данный момент в разводе. У них трое сыновей. Во время съёмок телесериала «Звёздные врата: Атлантида» его семья жила в Ванкувере, а в перерывах переезжала в Лос-Анджелес.

## Фильмография
| Год       |    | Русское название                   | Оригинальное название                                | Роль                   |
| --------- | -- | ---------------------------------- | ---------------------------------------------------- | ---------------------- |
| 1994      | ф  | Семейный альбом                    | Family Album                                         | Лионель Тэйер          |
| 1995      | ф  | Последний срок для убийства        | Deadline for Murder: From the Files of Edna Buchanan | Скотт Кэмерон          |
| 1995      | ф  | Повод для доверия                  | A Reason to Believe                                  | Эрик                   |
| 1995—1996 | с  | Сестры                             | Sisters                                              | Брайен Кохлер-Восс     |
| 1997      | ф  | Пойти первым                       | The First to Go                                      | Питер Коул             |
| 1997      | ф  | Не надо тайн                       | Tell Me No Secrets                                   | Адам Стилз             |
| 1997      | с  | Мерфи Браун                        | Murphy Brown                                         | Скотт Хэмон            |
| 1998      | ф  |                                    | Man Made                                             | Том Трей Пэлмер        |
| 1998      | с  | Бухта Доусона                      | Dawson's Creek                                       | Винсент                |
| 1998      | с  | Купидон                            | Cupid                                                | Алекс                  |
| 1999      | ф  | Сила                               | The Force                                            | Адам Стилз             |
| 1999      | ф  | Другая сестра                      | The Other Sister                                     | Джефф Рид              |
| 1999      | с  | Провиденс                          | Providence                                           | Доктор Дэвид Маркус    |
| 2000      | ф  | Март Шермана                       | Sherman's March                                      | Пит Шермен             |
| 2000      | с  | Профайлер                          | Profiler                                             | Доктор Том Аркетт      |
| 2002      | с  | Первый понедельник                 | First Monday                                         | Джулиан                |
| 2002      | ф  |                                    | Farewell to Harry                                    | Ник Сеннет             |
| 2002      | с  | Хищные пташки                      | Birds of Prey                                        | Детектив Клод Мортон   |
| 2002      | с  | Справедливая Эми                   | Judging Amy                                          | Тобин Хейз             |
| 2003      | ф  |                                    | 111 Gramercy Park                                    | Джек Филлипс           |
| 2003      | с  | Вернуть из мертвых                 | Tru Calling                                          | Эндрю Вебб             |
| 2003      | ф  | Преступные мысли                   | Thoughtcrimes                                        | Brendan Dean           |
| 2004      | с  | C.S.I.: Место преступления         | CSI: Miami                                           | Майк Шериден           |
| 2004—2009 | с  | Звёздные врата: Атлантида          | Stargate Atlantis                                    | Джон Шеппард           |
| 2005      | ф  |                                    | Silent Men                                           | Реджис                 |
| 2006      | с  | Звёздные врата: SG-1               | Stargate SG-1                                        | Джон Шеппард           |
| 2007      | с  | Женский клуб расследований убийств | Women's Murder Club                                  | Агент ФБР Джон Эш      |
| 2009      | с  | Хранилище 13                       | Warehouse 13                                         | Джефф Уивер            |
| 2011      | ф  | Планы изменились                   | Change of Plans                                      | Джейсон Денвилл        |
| 2011      | ф  | И пробил час                       | Good Day For It                                      | Заместитель Брэди      |
| 2011      | ф  | Свирепая планета                   | Ferocious Planet                                     | Полковник Сэм Синн     |
| 2011      | с  | Грань                              | Fringe                                               | Роберт Данциг          |
| 2012      | с  | Военная хроника                    | Metal Hurlant Chronicles                             |                        |
| 2012      | ф  | Шесть пуль                         | Six Bullets                                          | Эндрю Фейден           |
| 2012      | ф  | Тайная жизнь жен                   | The Secret Lives of Wives                            | Джаред                 |
| 2012      | ки | Армия из двоих: Дьявол-картель     | Army of Two: The Devil's Cartel                      | Эллиот Салем (озвучка) |